# 屯子圍陶氏宗祠

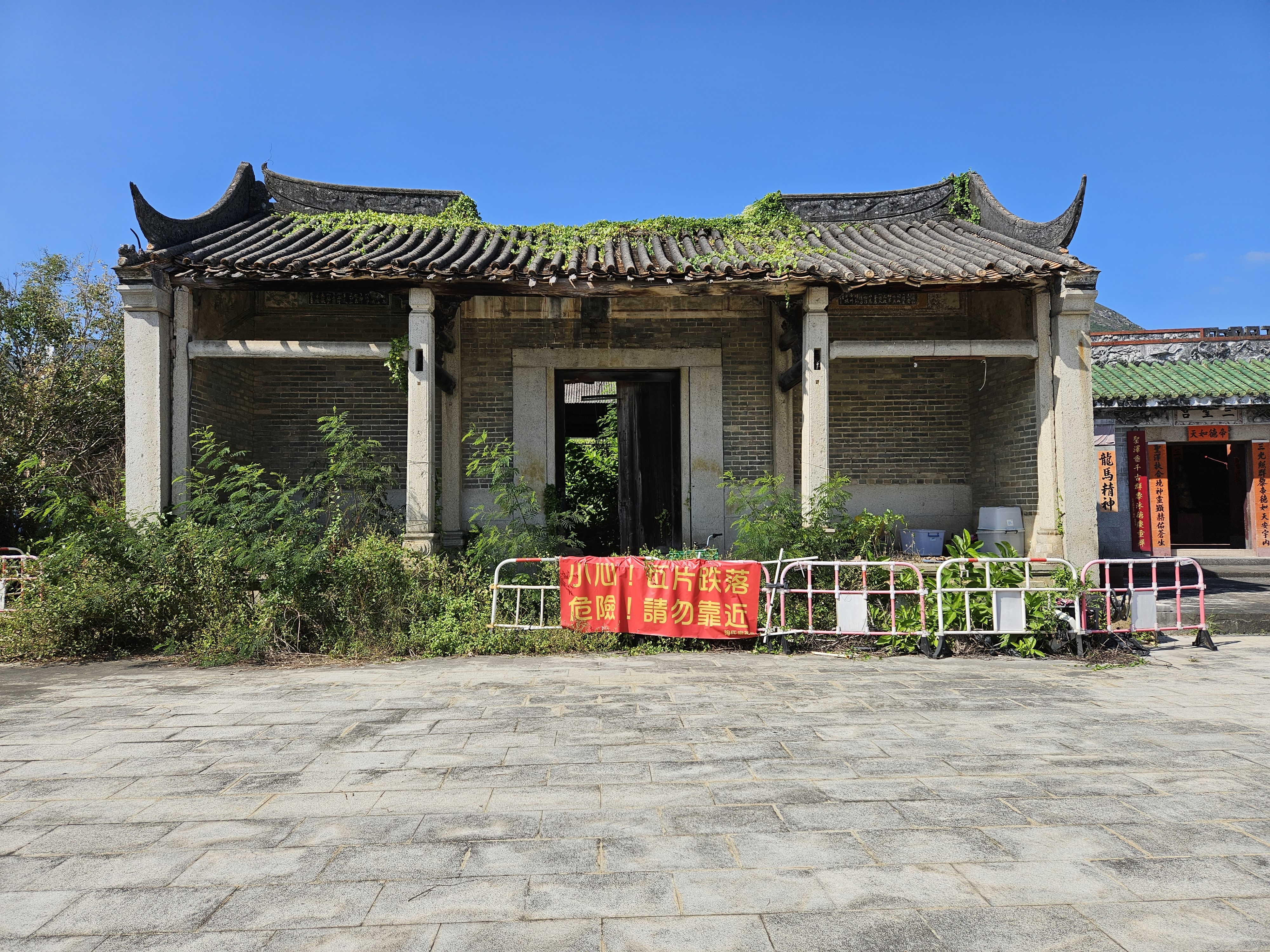
2023年的陶氏宗祠

陶氏宗祠又名五柳堂，位於香港新界屯門藍地屯子圍與新慶村之間，是屯門陶氏宗族於清朝康熙57年（1718年）建立的首所宗祠。於1995年被評為一級歷史建築，並於2009年12月18日確認評級。

## 歷史
屯子圍陶氏先祖原籍廣西鬱林，南宋末年先遷寶安縣，於宋亡後，陶文質及陶處斯遷居元朗牛潭尾，最後才定居屯門，建立屯門村。清朝初年遷界，陶氏舉族遷回內地，復界後返回屯門復村，先後建立黃崗圍（泥圍）、麥園圍（青磚圍）、屯子圍（田子圍）、永安村及大園圍。
陶氏在屯門區內共建立兩間宗祠，首間即陶氏宗祠，於1925年曾進行翻新，並留有碑記於祠內。1954年前，陶氏宗祠曾用作「五柳小學」的班房。1970年代初以前，亦是圍村守衛的辦事處。1971年，新的「五柳堂陶氏宗祠」落成後，陶氏宗祠便出租作為工廠的廠房，現時則已空置。另有一間祠堂是「定山祖祠」，供奉陶氏定山祖及該房的歷代先祖。

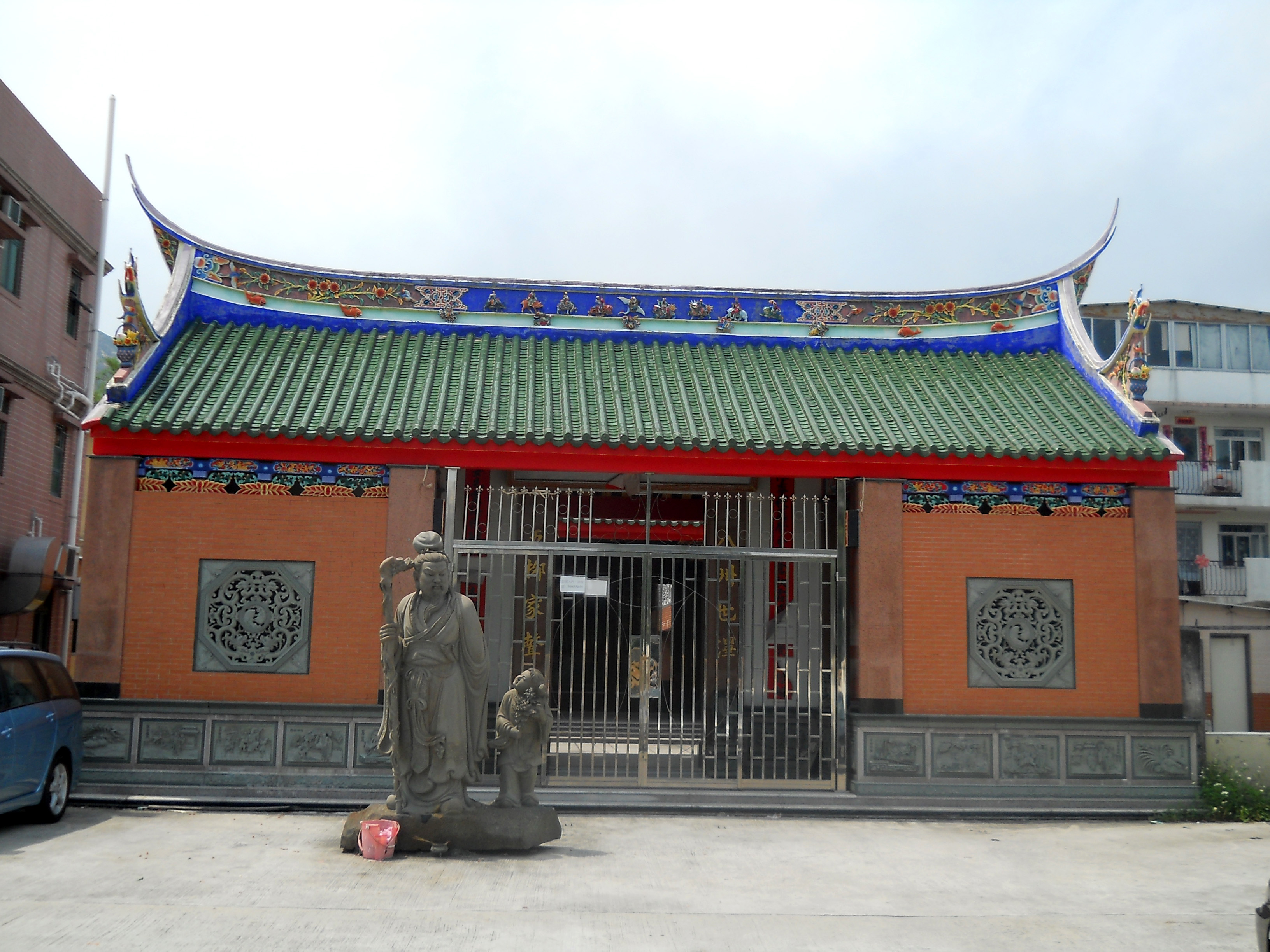
五柳堂陶氏宗祠
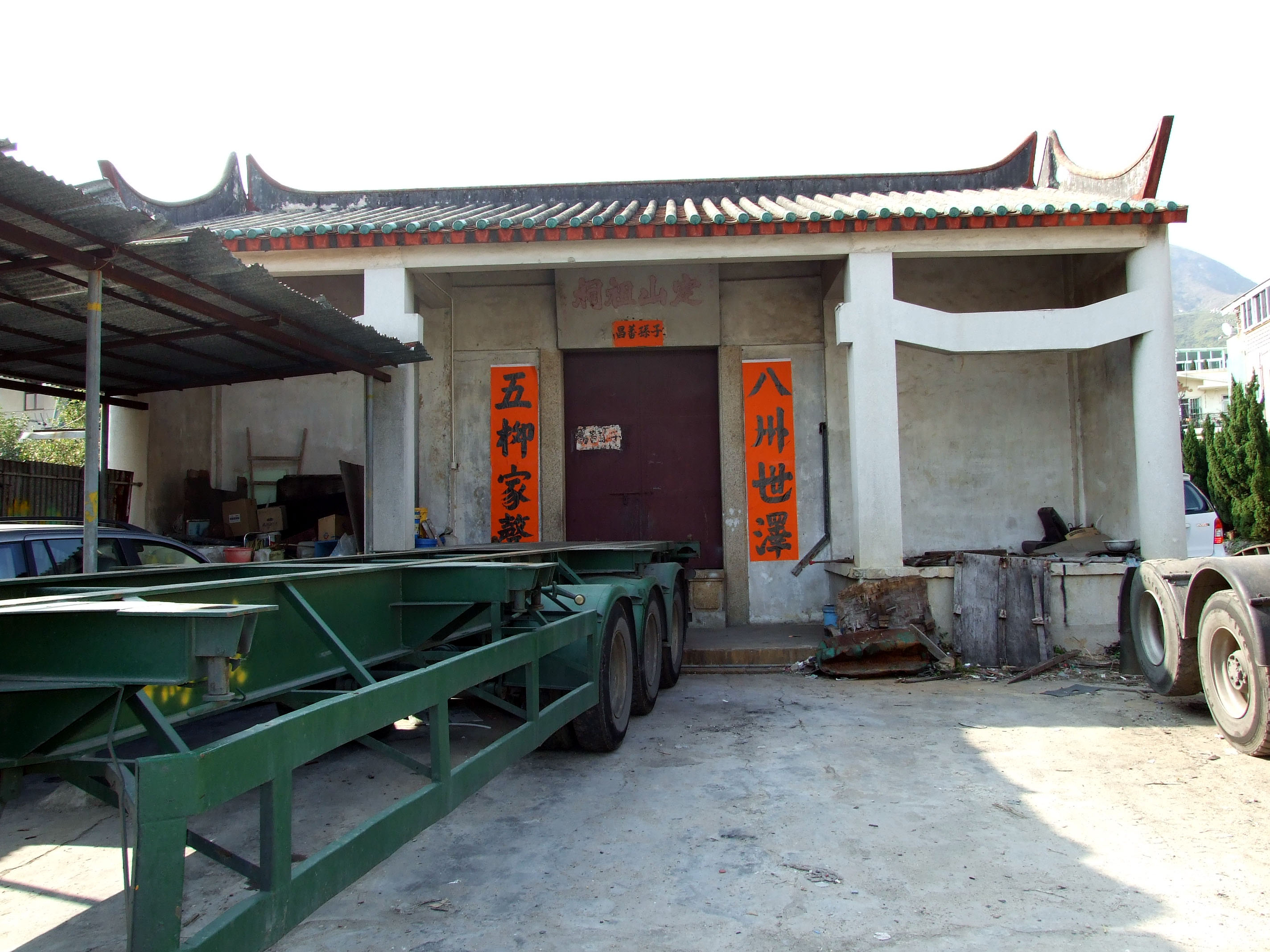
定山祖祠

## 建築
陶氏宗祠為3進2院3開間的傳統建築，地基為堅固的花崗岩，外牆以青磚砌成，正面前檐廊設有鼓台。

## 風水傳說
陶氏族人認為陶氏宗祠的位置面向虎地會破壞宗祠的風水，虎地是屏山鄧氏的祖墳所在地，而與陶氏宗祠成「龍虎相對」之局，「龍」「虎」相爭影響風水，於是決定在宗祠側興建三聖宮，用「三聖」（洪聖、財神及楊侯王）鎮壓「老虎」，以維護該村的風水。

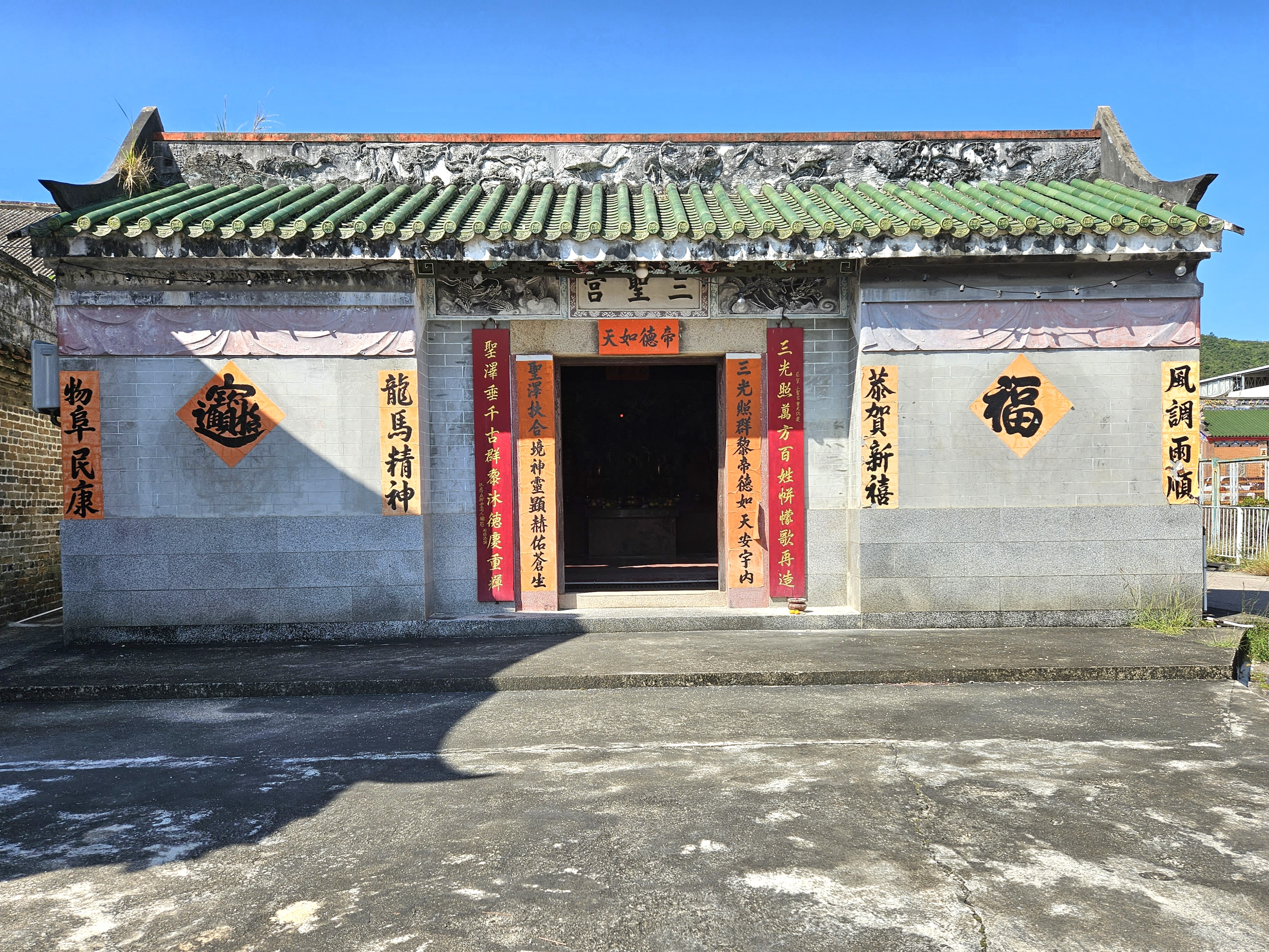
三聖宮
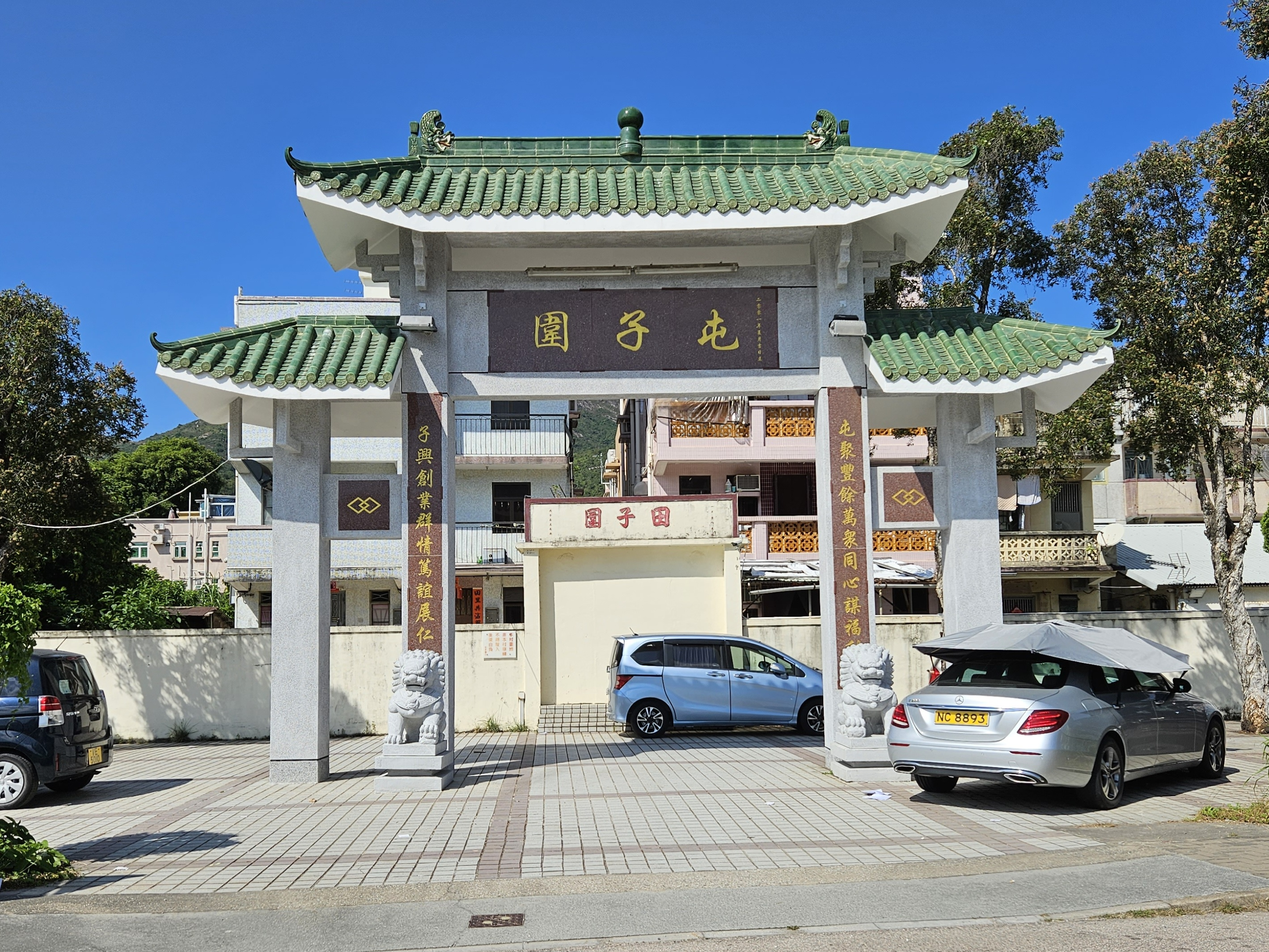
屯子圍圍門亦因風水而封

## 外部連結
- 屯子圍陶氏宗祠記錄影片 （页面存档备份，存于）
- 屯門區文物徑 (一)